# Brycinus brevis
Brycinus brevis är en fiskart som först beskrevs av Boulenger, 1903.  Brycinus brevis ingår i släktet Brycinus och familjen Alestidae. IUCN kategoriserar arten globalt som sårbar. Inga underarter finns listade.